# Vonovia
Vonovia, ex Deutsche Annington, è una società immobiliare tedesca che fa parte dell'indice DAX 30.

## Attività
Proprietà e gestione di patrimoni immobiliari residenziali

## Storia
Nel dicembre 2014, Deutsche Annington ha acquisito Gagfah, anche una società immobiliare tedesca, per 3,9 miliardi di euro, creando la seconda società immobiliare in Europa. Si è ribattezzata Vonovia nel settembre 2015. Nell'ottobre 2015 Vonovia ha presentato un'offerta per l'acquisizione di Deutsche Wohnen per 9,92 miliardi di euro, inclusa la rinuncia dell'OPA su LEG Immobilien da parte di quest'ultima. Quest'ultima offerta è stata rifiutata da Deutsche Wohnen.
A settembre 2016 Vonovia ha annunciato l'acquisizione per 2,9 miliardi di euro di Conwert, società immobiliare austriaca presente in particolare nella Germania dell'Est e in Austria. A dicembre 2017 Vonovia ha annunciato l'acquisizione della società immobiliare austriaca Buwog per 5,2 miliardi di dollari. Nel 2018, Vonovia ha aumentato l'affitto medio del 4,2%. La società è accusata di praticare speculazione immobiliare e promuovere l'inflazione dei prezzi.

## Principali azionisti
Al 30 gennaio 2020:
| Norges Bank Investment Management | 6,56% |
| The Vanguard Group                | 3,57% |
| Fidelity Management & Research    | 3,55% |
| APG Asset Management              | 3,12% |
| Lansdowne Partners                | 2,94% |
| DWS Investment                    | 2,02% |
| MFS International                 | 1,98% |
| BlackRock Advisors                | 1,87% |
| DWS Investments                   | 1,84% |
| Assenagon Asset Management        | 1,83% |